# فأراوات وحشية
الفأراوات الوحشية (الاسم العلمي:†Theridomyinae) هي أسرة منقرضة من القوارض تتبع فصيلة الفئران الوحشية من رتبة القوارض.

## قبائل الفأراوات الوحشية
- الفأر الوحشي
  - الفأر الوحشي